# Mesochóra
Mesochóra är en ort i Grekland.   Den ligger i prefekturen Trikala och regionen Thessalien, i den centrala delen av landet, 260 km nordväst om huvudstaden Aten. Mesochóra ligger 815 meter över havet och antalet invånare är 459.
Terrängen runt Mesochóra är varierad. Mesochóra ligger nere i en dal. Runt Mesochóra är det mycket glesbefolkat, med 6 invånare per kvadratkilometer. Närmaste större samhälle är Prámanta, 20,0 km väster om Mesochóra. Omgivningarna runt Mesochóra är en mosaik av jordbruksmark och naturlig växtlighet.